# Siebold
Siebold ist ein Familienname deutschen Ursprungs. Es handelt sich um ein Patronym zum althochdeutschen Vornamen Siebold, der sich aus den Bestandteilen sigu (Sieg) sowie bold (kühn, stark) zusammensetzt.

## Namensträger
- Adam Elias von Siebold (auch Johann Elias Cosmas Adam Siebold; 1775–1828), deutscher Frauenarzt, Geburtshelfer und Hochschullehrer
- Alexander von Siebold (1846–1911), deutscher Übersetzer und Dolmetscher
- András Siebold (* 1976), deutsch-schweizerischer Dramaturg und Kurator
- Carl Siebold (Pfarrer) (1808–1905), deutscher evangelischer Pfarrer
- Carl Siebold (Finanzrat) (1824–1907), deutscher Finanzrat und Finanzberater
- Carl Caspar von Siebold (1736–1807), deutscher Mediziner, Chirurg und Hochschullehrer
- Carl Theodor von Siebold (1804–1885), deutscher Arzt und Zoologe
- Charlotte Heidenreich von Siebold (1788–1859), deutsche Geburtshelferin und Frauenärztin
- Christian Heinrich Siebold (1806–1876), deutscher Hofgärtner
- Eduard Caspar von Siebold (1801–1861), deutscher Gynäkologe und Hochschullehrer
- Georg Christoph Siebold (auch Johann Georg Christoph von Siebold; 1767–1798), deutscher Mediziner, Geburtshelfer und Hochschullehrer, siehe Philipp Franz von Siebold #Ausbildung
- Gottfried von Siebold (1802–1866), deutscher Mediziner und Anatom
- Heinrich von Siebold (1852–1908), österreichischer Archäologe
- Henrik Siebold, Pseudonym von Daniel Bielenstein  (* 1967), deutscher Journalist und Schriftsteller
- Hermann Siebold (1873–1951), deutscher Politiker (SPD)
- Johann Siebold (1636–1706), deutscher Mediziner
- Johann Bartholomäus von Siebold (auch Johann Barthel von Siebold oder Barthel von Siebold; 1774–1814), deutscher Mediziner
- Josepha von Siebold (1771–1849), deutsche Geburtshelferin und erste deutsche Ehrendoktorin
- Karl Siebold (1854–1937), deutscher Kirchenarchitekt
- Kathrin Siebold (* 1971), deutsche Germanistin
- Klaus Siebold (1930–1995), deutscher Politiker, Minister für Kohle und Energie der DDR
- Maike Siebold (* 1965), deutsche Kinderbuchautorin
- Peter Siebold (Künstler) (1925–2012), Schweizer Metallplastiker und Mosaizist
- Peter Siebold (Testpilot) (* 1971), US-amerikanischer Testpilot
- Philipp Franz von Siebold (1796–1866), deutscher Arzt, Japan- und Naturforscher
- Rolf Siebold (* 1930), Schweizer Architekt
- Rudolf von Siebold (1813–1873), deutscher Bezirksarzt
- Theodor Damian von Siebold (auch Johann Theodor Damian von Siebold; 1768–1828), Landarzt und Medizinalbeamter, Ehemann von Josepha von Siebold
- Willy Siebold (1880–1944), deutscher Schaustellen- und Völkerschaubetreiber